# 石田尚豊
石田 尚豊（いしだ ひさとよ、1922年（大正11年）8月9日- 2016年（平成28年）7月29日）は、日本の美術史学者。専門は日本仏教美術史。
東京都出身。1950年東京大学文学部国史学科卒。1952年東京国立博物館資料課、1970年文化庁美術工芸課文化財調査官、1976年東京国立博物館資料課長。1978年『曼荼羅の研究』で東大文学博士、日本学士院賞受賞。1981年東京国立博物館を退職して青山学院大学教授、1991年聖徳大学教授。

## 著書
- 『奈良の寺 7 小金銅仏 法隆寺』撮影:米田太三郎 岩波書店 1974
- 『曼荼羅の研究』東京美術 1975
- 『両界曼荼羅の知慧』東京美術 1979
- 『曼荼羅のみかた パターン認識』岩波グラフィックス 1984
- 『日本美術史論集 その構造的把握』中央公論美術出版 1988
- 『聖徳太子と玉虫厨子 現代に問う飛鳥仏教』東京美術 1998
- 『空海の起結 現象学的史学』中央公論美術出版 2004

### 監修・編著
- 『日本史写真集 続(文化編)』土田直鎮共監修 山川出版社 1995
- 『聖徳太子事典』編集代表 柏書房 1997
- 『洛中洛外図大観 国宝上杉家本』内藤昌,森谷尅久共監修 小学館 1987

## 論文
- ＜石田尚豊